# Grégoire II Joseph Sayyour
Grégoire II Joseph Sayyour fut patriarche de l'Église grecque-catholique melkite de 1864 à 1897.
Sous sa direction sage, prudente et énergique, la communauté grecque-melkite catholique fit de grands progrès, notamment dans les régions de Tripoli au nord Liban et de Jdeidet Marjeyoun au sud Liban.
Présent au concile Vatican I, il s'opposa au dogme de l'infaillibilité pontificale, contraire selon lui à la tradition orientale ; cette opposition fut également partagée par le patriarche chaldéen Joseph VI Audo (1848-1878). Il quitta Rome avant l'adoption de la constitution Pastor Aeternum.